# Carnivore-Diät

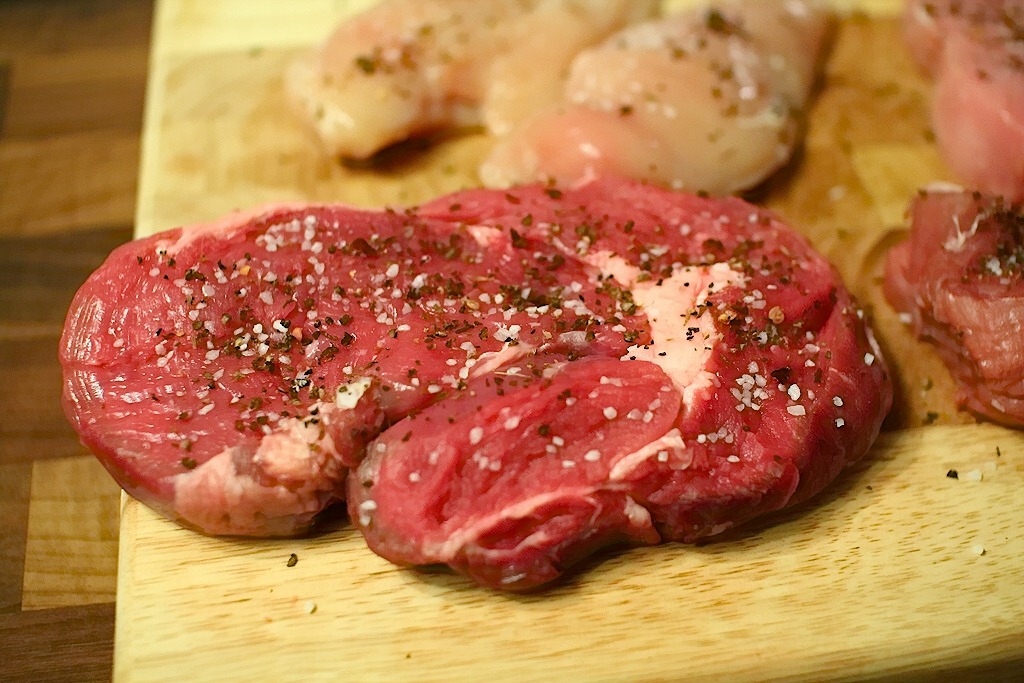
Steak mit Salz und Pfeffer

Die Carnivore-Diät ist eine Low-Carb-Modediät, bei der nur tierische Produkte wie Fleisch, Eier, und Milchprodukte konsumiert werden. Die Carnivore-Diät hat keine wissenschaftliche Grundlage in der evidenzbasierten Medizin. Sie wird von Ernährungswissenschaftlern und Medizinern als ungesund eingestuft, da sie zu Vitaminmangel und chronischen Erkrankungen führen kann.

## Geschichte
Die Idee einer rein fleischbasierten Ernährung kann auf den deutschen Autor Bernard Moncriff zurückgeführt werden. Moncriff beschreibt in seiner Philosophie des Magens von 1856 (The Philosophy of the Stomach: Or, An Exclusively Animal Diet) eine Ernährung, die ausschließlich auf tierischen Produkten basiert.
In den 1870er Jahren verschrieb der italienische Arzt Arnaldo Cantani Diabetes-Patienten eine rein tierproduktbasierte Ernährung.
In den 1880er Jahren proklamierte James H. Salisbury eine Diät, die aus täglich 2–4 Pfund magerem Fleisch und 1,5–3 Litern Wasser bestand und der für 4–12 Wochen gefolgt werden sollte. Die Diät wurde als Salisbury-Diät bekannt.
2018 begann der ehemalige orthopädische Chirurg Shawn Baker, auf Social Media die Carnivore-Diät zu bewerben. Baker genoss aufgrund seiner begeisterten Anhänger Jordan Peterson und dessen Tochter große mediale Aufmerksamkeit. Peterson und seine Tochter folgen einer strengen Carnivore-Diät, bei der nur Rindfleisch, Salz und Wasser konsumiert werden.

## Ernährung
Menschen, die einer Carnivore-Diät folgen, konsumieren Tierprodukte sowie Rindfleisch, Schweinefleisch, Geflügel und Meeresfrüchte. Gelegentlich werden auch nur Milchprodukte und Eier konsumiert. Obst, Gemüse, Hülsenfrüchte, Getreide, Nüsse, Samen sind gänzlich ausgeschlossen.

## Gesundheitliche Risiken und Umweltproblematik
Es gibt keine evidenzbasierten Belege dafür, dass die Carnivore-Diät gesundheitliche Vorteile bringt.
Ernährungsgesellschaften wie die Deutsche Gesellschaft für Ernährung empfehlen vielmehr eine pflanzenbasierte Ernährung mit geringem Fleischanteil. Die Ernährung soll vollwertig sein und zum größten Teil aus pflanzlichen Lebensmitteln wie Gemüse und Obst bestehen, ergänzt durch geringe Mengen tierischer Lebensmittel.
Nahrung mit einem hohen Fleischanteil führt zu einem Mangel unter anderem an mehrfach ungesättigten Fettsäuren, Vitamin A, Vitamin B1, Folsäure, Vitamin C und Vitamin E. Wenn nicht ausreichend Fette und Kohlenhydrate aufgenommen werden, kann bereits eine Proteinmenge mit einem Anteil von über 35 % der Energieaufnahme zu einem erhöhten Aminosäuregehalt im Blut (Hyperaminoacidämie), Hyperammonämie, Übelkeit infolge Hyperinsulinismus, Durchfall und sogar zum Tod führen („Kaninchenhunger“). Die Carnivore-Diät schließt in Obst und Gemüse enthaltene essentielle Nährstoffe und Antioxidantien aus und enthält weniger Ballaststoffe, was zu Verstopfung führen kann.
Ernährungswissenschaftler stufen die Carnivore-Diät daher als extreme Mode-Diät ein, die aufgrund der Gesundheitsrisiken des Fleischkonsums potentiell gesundheitsschädlich ist. Die Carnivore-Diät erhöht das LDL-Cholesterin, wodurch das Risiko, an einer Herz-Kreislauf-Erkrankung zu erkranken, steigt. Eine Carnivore-Diät, die viel rotes Fleisch enthält, erhöht das Risiko für ein Kolorektales Karzinom und für Gicht. Ein hoher Anteil roten Fleisches und Fleischprodukten erhöht zudem das Risiko von Magenkrebs und Herz-Kreislauf-Erkrankungen.
Neben der gesundheitlichen Problematik wird auch thematisiert, dass die Carnivore-Diät mehr Treibhausgase produziere, wie sie in der Tierproduktion anfallen, was die globale Erwärmung befeuere.